# Jacksonville, Illinois
Jacksonville là một thành phố thuộc quận Morgan, tiểu bang Illinois, Hoa Kỳ. Năm 2010, dân số của thành phố này là 19446 người.

## Dân số
Dân số qua các năm:
- Năm 2000: 18940 người.
- Năm 2010: 19446 người.